# Dom sportova „Mate Parlov”
Dom sportova „Mate Parlov” je višenamjenska dvorana u Puli s pratećim sadržajima, predviđena za održavanje športskih, kulturnih, poslovnih i zabavnih manifestacija. Dom je izgrađen 1978. pod nazivom Dom mladosti „Savo Vukelić“, a obnovljen i dograđen 2003. godine. Nalazi se u vlasništvu Grada Pule, a njime upravlja Javna ustanova Pula Sport. Ime „Mate Parlov” nosi od kolovoza 2008., u spomen na slavnog hrvatskog boksača i osvajača zlatne medalje na Olimpijskim igrama 1972.
Površina građevine iznosi 13.274,90 m2 koji su podijeljeni na Veliku dvoranu površine 1.090,20 m2 s 2.312 sjedećih mjesta, boksačko-džudo dvoranu površine 411,00 m2, stolnotenisku dvoranu površine 158,60 m2, polivalentnu dvoranu od 274,85 m2 sa 100 sjedećih mjesta, te četverostaznu kuglanu površine 305,50 m2.
Odmah uz Dom sportova Mate Parlova nalazi se parkiralište površine 5.977,30 m2 s 234 parkirnih mjesta.
Korisnici objekta su razni športski klubovi: ŽRK Arena; MRK Arena, OK Pula, BK Pula, HK Istarski borac, STK Pula, KK Uljanik i drugi. 
U Domu sportova Mate Parlova svoje sjedište imaju Javna ustanova Pula Sport, Savez sportova Istarske županije, Rukometni savez Istarske županije, Odbojkaški savez Istarske županije, te većina navedenih korisnika.
Neki od važnijih športskih događaja održanih u Domu sportova Mate Parlova jesu:
- Europsko seniorsko prvenstvo u boksu 2004. godine,
- Europsko prvenstvo u ženskoj odbojci 2005. godine,
- Croatia Cup u rukometu
- Svjetsko prvenstvo u rukometu – Hrvatska 2009. (razigravanje 12. – 24. mjesta)

## Vanjske poveznice
- Dom sportova „Mate Parlov”